# 三台塩
三台塩（さんだいえん、三臺塩）は、雅楽の唐楽の曲名の一つ。
平調で、早四拍子の小曲である。唐の則天武后の作で、日本には犬上是成が伝えたと伝えられている。
古くは序・破・急を完備する舞人6人または4人による平舞の舞楽があったというが、舞楽は廃絶し、現在明治撰定譜には管絃として急の楽章のみが伝えられている。